# Mokrovousy
Mokrovousy är en ort i Tjeckien. Den ligger i den centrala delen av landet, 90 km öster om huvudstaden Prag. Mokrovousy ligger 254 meter över havet och antalet invånare är 267.
Terrängen runt Mokrovousy är platt.Runt Mokrovousy är det tätbefolkat, med 570 invånare per kvadratkilometer. Närmaste större samhälle är Hradec Králové, 12,7 km sydost om Mokrovousy. Trakten runt Mokrovousy består till största delen av jordbruksmark.